# ロバート・ウォルターズ・ジャパン
ロバート・ウォルターズ・ジャパン株式会社 (英語: Robert Walters Japan K.K) は2000年1月4日に設立されたグローバル人材に特化した人材紹介会社。外資系企業・日系グローバル企業への転職、そして企業のグローバル人材採用を、エグゼクティブ、正社員、派遣社員・契約社員まで幅広くサポートしている。日本国内でも20年以上の経験と実績を兼ね備え、日本における外資系人材紹介会社では最大手のひとつ。企業理念は「自らの可能性を諦めない人々に力を」。
過去には国内で最も優れた人材サービス企業に贈られる「ベスト・リクルートメント・カンパニー・オブ・ザ・イヤー」（大企業部門）、専門性の高いスペシャリストの採用支援を牽引する企業の証でもある「スペシャリスト・リクルートメント・カンパニー・オブ・ザ・イヤー」、在日英国商業会議所が主催するブリティッシュ・ビジネス・アワードでは「Company of the Year (最優秀企業)」など、日本国内でも数々の賞を獲得している。
東京オフィスには外国人も多く社員の約半数は外国人、35カ国以上の人たちが働くとてもインターナショナルな環境。多様性と平等を大切にしており、女性の管理職も約3割と多く、厚生労働省認定マーク「えるぼし」でも最高位を取得。パタニティ休暇を提供するなど、男性の育児参加も支援している。人材業界における「ダイバーシティ＆インクルージョン チャンピオン」も受賞し、Great Place To Work（株式会社働きがいのある会社研究所）が発表した、日本で「働きがいのある会社」でもベストカンパニーのひとつとして選ばれた。ホワイト企業総合研究所が発表した「一流ホワイト企業ランキング」でもホワイト企業として取り上げられている。
本社ロバート・ウォルターズは1985年に英国ロンドンで設立された。世界31カ国の主要都市にオフィスを構え、従業員数3,400名（2021年）。

## 沿革
- 1985年   ロンドン（イギリス）にてロバート・ウォルターズ設立
- 1988年　ブリュッセル（ベルギー）オフィス設立
- 1990年　アムステルダム（オランダ）オフィス設立
- 1994年　ニューヨーク（アメリカ）オフィス設立
- 1996年　シドニー（オーストラリア）オフィス設立
- 1997年　メルボルン（オーストラリア）オフィス設立、香港オフィス設立、オークランド（ニュージーランド）オフィス設立
- 1997年　新しいアウトソーシングビジネス「Resource Solutions」をスタート
- 1998年   ヨハネスブルグ（南アフリカ）オフィス設立、シンガポールオフィス設立
- 1999年　ダブリン（アイルランド）オフィス設立、パリ（フランス）オフィス設立、東京オフィス設立
- 2001年　アデレード、ブリスベン、パース（オーストラリア）オフィス設立、ルクセンブルク（ドイツ）オフィス設立、マンチェスター（イギリス）オフィス設立
- 2003年　ギルフォード（イギリス）オフィス設立
- 2005年　バーミンガム（イギリス）オフィス設立、ロッテルダム（オランダ）オフィス設立、パリオフィス設立
- 2006年　アイントホーフェン（オランダ）オフィス設立、クアラルンプール（マレーシア）オフィス設立、リヨン（フランス）オフィス設立、ウェリントン（ニュージーランド）オフィス設立、ブリュッセル（WP）オフィス設立
- 2007年　マドリッド（スペイン）オフィス設立、大阪オフィス設立
- 2008年　バンコク（タイ）オフィス設立、パリ（WP）オフィス設立、上海（中国）オフィス設立、ストラスブール（フランス）オフィス設立、蘇州（中国）オフィス設立
- 2009年　ブリュッセル（ベルギー）（WP）オフィス設立、チューリッヒ（スイス）オフィス設立
- 2010年　ザヴェンテム（ベルギー）（WP）、デュッセルドルフ（ドイツ）オフィス設立、サンパウロ（ブラジル）オフィス設立、ソウル（韓国）オフィス設立、北京（中国）オフィス設立
- 2011年　チャッツウッド（オーストラリア）オフィス設立、ホーチミン（ベトナム）オフィス設立、南京（中国）オフィス設立、ジャカルタ（インドネシア）オフィス設立、フランクフルト（ドイツ）オフィス設立、台北（台湾）オフィス設立
- 2012年　サンフランシスコ（アメリカ）オフィス設立、リオデジャネイロ（ブラジル）オフィス設立、ミルトンキーンズ（イギリス）オフィス設立、パラマタ（オーストラリア）オフィス設立
- 2013年　ドバイ（UAE）オフィス設立、ゲント（ベルギー）（WP）オフィス設立
- 2016年　マニラ（フィリピン）オフィス設立[2]、トロント（カナダ）オフィス、リズベン（ポルトガル）オフィス設立

## 拠点
国内拠点
- 東京（2000年設立）、大阪（2007年設立）

全世界拠点
- アイルランド、アフリカ、アメリカ、イギリス、インドネシア、オーストラリア、オランダ、カナダ、韓国、シンガポール、スイス、スペイン、タイ、台湾、中国、中東、チリ、ドイツ、ニュージーランド、フィリピン、ブラジル、フランス、ベトナム、ベルギー、ポルトガル、香港、マレーシア、南アフリカ、メキシコ、ルクセンブルグ

## スポンサーシップ

### ラグビー日本代表
ロバートウォルターズジャパンは、日本ラグビー協会(JRFU)のさらなるグローバル化を視野に入れた取り組みに共感し、2014年4月1日よりオフィシャルサプライヤーとして協賛。2015年より2020年までオフィシャルスポンサーとしてラグビー日本代表を支援し、2018年からは日本ラグビーフットボール選手会(JRPA)も支援している。

### 国立新美術館
ロバート・ウォルターズ・ジャパンは国立新美術館（東京都港区）の運営をスポンサーとして支援している。国立新美術館は国内最大級の展示スペースを誇るアートセンター。グローバル人材のキャリア支援の一環として、国立新美術館で開催される展覧会の告知・招待を通じて、世界の様々な芸術・価値観との接点という機会を提供。本社ロバート・ウォルターズは、これまでにも英ロンドンのヴィクトリア＆アルバート博物館やサーチ・ギャラリーなどの美術館を支援。

### 世界に挑戦するアスリート／アーティスト支援
ロバート・ウォルターズ・ジャパンは、『グローバル人材』の転職支援をおこなっており、スポーツ、文化、芸術などの分野においても、『世界に挑戦するアスリート／アーティスト』を支援している。
- 遠藤航（サッカー）リオデジャネイロ五輪でサッカー日本代表のキャプテンを務め、ロシアワールドカップでもメンバー入りを果たした日本を代表するサッカー選手。東京五輪の日本代表でも活躍し、現在も海外のチームに所属しながら世界への挑戦を続けている。
- 須貝龍（スキークロス）2022北京オリンピック出場　アルペンスキー５種目中３種目で日本ランキング１位。高校３年生よりヨーロッパに渡り、海外レースを転戦する生活を送る。現在はスキークロス競技に転進し、オリンピックでのメダル獲得に向けて奮闘中。
- 松田志保（フィンスイミング）フィンスイマー日本記録保持者。現在、国内唯一4種目での日本記録を保持（2018年6月時点）。世界選手権に挑み、世界最速のフィンスイマーを目指す。
- 西山俊（ライフセイビング）全日本選手権2連覇中のオーシャンマン日本チャンピオン。現在、日本とオーストラリアを行き来しながら世界選手権でのメダル獲得、オーストラリアで開催されるプロリーグへの出場などを目標に日々トレーニングに励む。
- 富永正道（フリースタイルフットボーラー）世界で活躍するエンターテイメントアスリートを目指し奮闘中。ニューヨークのアポロシアターでもパフォーマンスを披露した経験をもつ。YFF（Youth Freestyle Football）振興会・会長として、同競技の普及と発展の為に力を尽くす。
- 森松達（ラクロス）ラクロス男子全国強化指定選手。2018年には全日本学生選手権で優勝。現在は北米プロリーグチームに所属し、2023年世界選手権大会、2028年ロサンゼルスオリンピックでのメダル獲得を目指す。
- 田村友絵（アルティメット）2014年日本代表に選出され、女子日本代表として世界大会４位の好成績を残す。キャプテンを務めた所属チームMUDは2019年に全国選手権優勝。競技の普及活動にも積極的に取り組む。
- 八木祐理子・高田一正（建築家）欧州を中心に海外の様々な拠点で作品を手掛けるアーティスト。2017 年に PAN- PROJECTS を共同設立。2019年末には、英国ロンドンに拠点を設け、欧州やアジアでのプロジェクトに励む。2017年にはPAN- PROJECTS として北欧最大のアートイベント「CHART ART FAIR」にて最優秀賞を受賞。

これまでに支援した『世界に挑戦するアスリート／アーティスト』たち
- 徳田耕太郎（フリースタイルフットボール）2012年イタリアで開催された「Red Bull Street Style World Final 2012」にて日本人として初めて優勝。
- 合田智子（ベースボール/ソフトボール）日本の女子プロ野球選手。単身でオランダ、ニュージーランドで活躍中。高い身体能力を活かしつつ、持ち前の度胸と行動力で、５大陸制覇を目指す。
- 池田貴広（BMXフリースタイル・フラットランド）2016年イギリスで開催された世界選手権で準優勝。『高速スピン』のギネス世界記録4種目を2011年より5年連続で更新。2017年からはシルク・ドゥ・ソレイユ新作ワールドツアー"VOLTA"にも参加。
- 加藤健人（ブラインドサッカー）2007年から現在まで日本代表として、アジア選手権や世界選手権など様々な国際試合に出場。2020年東京パラリンピックでのメダル獲得を目指して、日々トレーニングを行っている。
- 石川謙太郎（クロスカントリースキー）2012年に第1回ユースオリンピック冬季競技大会 で、銀メダルを獲得。ノルウェーで単身で生活を送りながら、日本人同競技初のオリンピックメダリストを目指して競技力向上に取り組む。

## 環境への取り組み
出典:
ロバート・ウォルターズ・ジャパンでは一人が転職を成功させるたびに1,000円を持続可能な社会の実現を支援する団体に寄付する取り組みをおこなっている。

### 環境マネジメント
ロバート・ウォルターズは、ISO14001 認定されている。ISO14001とは国債標準化機構が発行している環境マネジメントシステムに関する国際規格です。同社はビジネスを遂行していく上で生じる環境への影響を、持続的に改善するための組織体制を構築。 

### カーボンニュートラル
ロバート・ウォルターズ・グループでは持続可能なビジネスを目指した社会貢献活動の一環としてカーボン・オフセットの取り組みを続けています。その実績として、2015年以降は、英ワールドランドトラストより、グループ事業全体に対して100％カーボンニュートラルの認定を受けている。

## CSR（社会貢献）活動

### 1. 新型コロナ関連支援：職務経歴書・英文レジュメ 無料添削サービス
ロバート・ウォルターズ・ジャパンは、世界的な新型コロナウィルス感染拡大の影響で離職中または転職を検討しているプロフェッショナルたちの求職活動を職務経歴書・英文レジュメの無料添削サービスを通じて支援。

### 2. ロバート・ウォルターズ・ジャパン奨学金
『ロバート・ウォルターズ・ジャパン奨学金』を設置。海外への大学留学で国際水準の実務実践型教育と国際感覚・英語力を習得する学生への奨学金を通じて、グローバル人材の成長をサポート。

### 3. グローバルチャリティデー
世界のすべてのオフィスで同日一斉にチャリティイベントを開催。イベントを通じて集まった募金と同等の金額を会社からも寄付し多くのNPO団体を支援。

### 4. グローバルエンジェル
グローバルエンジェル基金とパートナーを組み、ケニアのツァボにある村を支援。寄付をするだけではなく、ボランティアを派遣し、インフラの整備、飲料水の提供や畑耕などの仕事を実際に手伝っている。

## 日本での支援
ロバート・ウォルターズ・ジャパンでは様々なCSR活動を通じ、以下の団体を支援している。

### セカンドハーベストジャパン
特定非営利活動法人セカンドハーベストジャパンは、日本でのフードセーフティネットの構築を目的とし、児童養護・母子支援・障害者支援等の福祉施設や生活困窮者等に食品の提供を行っているNPOである。まだ食べられるにもかかわらず、廃棄されてしまう食品を引きとり、児童養護施設の子供たちやDV被害者のためのシェルター、路上生活を強いられている人たちの元に届ける活動を行う日本初のフードバンク団体。

### ジャパン・プラットフォーム
財政基盤等が十分にない日本の加盟NGOを様々な形でサポートする中間支援団体。政府、企業、個人からの支援金・寄付金をもとに、難民発生時・自然災害時の緊急援助等、国内外で人道支援を行っている。

### ピースボート災害支援センター（PBV）
日本各地の風水害や豪雪災害の被災地へボランティアを派遣して緊急支援を行うほか、国際ネットワークを活かした海外での災害救援も展開している。

### 多文化共生センター東京
外国にルーツを持つ子どもたちが日本で生活し教育を受けるにあたり抱えている様々な課題を解決するサポートを日本語が勉強できる学びの場の提供などを手がけている。

### ハナラボ
社会課題の解決を通して、女子学生の創造力やリーダーシップを育むNPO団体です。女子学生が自治体や企業の課題解決に取り組むプロジェクトや社会で活躍する女性の姿を女子学生自身が取材し発信するwebマガジンの運営など、様々なプログラムを提供。

### ReBit
LGBTの子どももありのままでオトナになれる社会の実現を目指すNPO法人です。行政/自治体/企業/教育現場などで約600回、LGBTに関する研修の実施や自治体と連携しながら全国16箇所でLGBTの若者エンパワメントイベント「LGBT成人式」を実施し。これまで10～20代のLGBT就活生/就労者約2000名のサポート。

### スマイリングホスピタルジャパン
様々な分野のアーティストボランティアが、全国の病院や施設を訪問し、闘病中の子どもたちにアートに触れてもらう活動を行っているNPO団体。子どもたちが、音楽、美術、マジック等のアクティビティを通じて少しでも明るく前向きに闘病意欲を持ち続けられるよう活動。

### みらいの森
児童養護施設で暮らす子どもたちに向けてアウトドアプログラムを提供し、生涯の糧となる体験を通じて、幸せで実りある成長をサポート。

### シャイン・オン！キッズ
小児がんや重い病気を患っている子どもたちとその家族をサポートする様々なプログラムを実施。医療チームと治療の充実のための活動や小児がんの認知を高める活動にも力を入れている。

### トラッソス
スポーツを通じ障がい者と健常者が共に成長できる社会の実現を目指し、サッカー交流イベントの企画やイベントに来場することが難しい方の元へコーチを派遣する等の取り組みを行っている。

### セーフキャスト
セーフキャスト（Safecast）は、環境に関するデータを使って人々に力を与える活動を行う、世界的な市民科学プロジェクトのボランティア・グループ。ロバート・ウォルターズ・ジャパンは、ボランティアとして携わるスキル人材の紹介を通じて、セーフキャストの新型コロナウィルス感染症に関するデータ提供活動を支援。

### チャイルド・ファンド・ジャパン
チャイルド・ファンド・ジャパンは、1975年より、アジアを中心に貧困の中で暮らす子どもの健やかな成長、家族と地域の自立を目指した活動をしている。ロバート・ウォルターズ・ジャパンはこの活動に賛同し、書き損じまたは未使用のハガキ・未使用の切手を社内から回収し、活動支援金として寄付。

### Being ALIVE Japan
スポーツを通じて、長期治療を必要とするこどもたちの”青春”を応援するNPO法人。スポーツ活動やチームを通じて得た繋がりと経験は、長期治療を必要とするこどもたちにとって、青春の１ページになります。それはこどもたちの自信や目標となり、病気とともに活きていく力、そしてその先の人生にたくさんの希望や可能性をもたらします。こどもたちが病気や障害がありながらも自立し、多様な可能性を切り開いていく力となる”青春”という経験を、スポーツを通じて創出。

### フローレンス
子育てと仕事の両立を支援する「訪問型病児保育」「障害児保育」「小規模保育」など日本初のモデルを立ち上げ全国に広げる他、子どもの貧困、虐待問題など多岐に渡る社会課題の解決に取り組んでいる。

### Living in Peace
「機会の平等を通じた貧困削減」を目指すNPO団体。親と暮らせない子どもたちを支援する「こどもプロジェクト」、日本で暮らす難民の就労と自立をサポートする「難民プロジェクト」、途上国の貧困世帯が金融サービスにアクセスするための仕組みをつくる「マイクロファイナンスプロジェクト」の３つのプロジェクトに取り組んでいる。

## 日本での受賞歴
2021年
- TALiNT International Annual Recruitment Awards- Japan 2021 『ダイバーシティ＆インクルージョン チャンピオン』
- TALiNT International Annual Recruitment Awards- Japan 2021 『テクニカル &インダストリアル リクルートメント・カンパニー・オブ・ザ・イヤー』
- Great Place To Work® 2021 『ベストカンパニー 』
- 日本人材ニュース　人材コンサルティング会社＆サービス100選 『The Best HR Consulting Firms & Services of the Year』

2020年
- Great Place To Work® 2020 『ベストカンパニー 』
- 日本人材ニュース　人材コンサルティング会社＆サービス100選 『The Best HR Consulting Firms & Services of the Year』

2019年
- リクルートメント・インダストリー・アワード - ジャパン2019『ベスト・リクルートメント・カンパニー・オブ・ザ・イヤー - 大企業部門』
- リクルートメント・インダストリー・アワード - ジャパン2019『スペシャリスト・リクルートメント・カンパニー・オブ・ザ・イヤー』
- Great Place To Work® 2019 『ベストカンパニー 』
- 日本人材ニュース　人材コンサルティング会社＆サービス100選 『The Best HR Consulting Firms & Services of the Year』

2018年
- リクルートメント・インダストリー・アワード - ジャパン2018 『グロース・カンパニー・オブ・ザ・イヤー』（最も成長している企業）
- リクルートメント・インダストリー・アワード - ジャパン2018 『最優秀人材紹介会社・金融部門』
- リクルートメント・インダストリー・アワード - ジャパン2018 『ベストバックオフィスチーム（マーケティング）部門』

2016年
- リクルートメントインターナショナルアジアアワード2016 『最優秀インターナショナル・リクルートメント・カンパニー』
- リクルートメントインターナショナルアジアアワード2016 『最優秀人材紹介会社・製造業部門』
- リクルートメントインターナショナルアジアアワード2016 『ベストバックオフィスチーム（マーケティング）部門』

2015年
- リクルートメントインターナショナルアジアアワード2015 『最優秀インターナショナル・リクルートメント・カンパニー』
- リクルートメントインターナショナルアジアアワード2015 『最優秀人材紹介会社・FMCG & コンシューマー・プロダクト部門』

2014年
- リクルートメントインターナショナルアジアアワード2014　 『最優秀企業・人事部門』

2011年
- Company of the Year 2011, the British Business Awards

2010年
- Asiamoney 最優秀ヘッドハンティング企業 人事部門 1位

2009年
- マイクロソフト採用ゴールドパートナー
- Asiamoney 最優秀ヘッドハンティング企業 人事部門 1位

2008年
- マイクロソフト採用ゴールドパートナー サービスクォリティ部門 1位
- Asiamoney 最優秀ヘッドハンティング企業 人事部門 1位,  ミドル・バックオフィス部門 1位

2007年
- Asiamoney 最優秀ヘッドハンティング企業 人事部門 1位

## 関連企業
- Resource solutions (ロバートウォルターズの人事委託会社）
- Walters people (ロバートウォルターズヨーロッパの派遣会社）